# サイクロバクター・シコナイアエ
サイクロバクター・シコナイアエ（Psychrobacter ciconiae）は、プロテオバクテリア門ガンマプロテオバクテリア綱シュードモナス目モラクセラ科サイクロバクター属のグラム陰性桿菌である。
シュバシコウ（Ciconia ciconia）から分離された。